# Міхня Моток
Міхня Йоан Моток (рум. Mihnea Motoc; 11 листопада 1966, Бухарест) — румунський дипломат. Постійні представники Румунії при Організації Об'єднаних Націй (2003-2008). Посол Румунії в Європейському Союзі (2008-2014).. Міністр закордонних справ Румунії (2014). Посол Румунії у Великій Британії (2015). Міністр оборони Румунії (2015-2017).

## Життєпис
Народився 11 листопада 1966 року у Бухаресті. У 1989 році закінчив юридичний факультет Бухарестського університету. У 1991 році отримав сертифікат аспірантури з міжнародного приватного права в Університеті Ніцци та у 1992 році ступінь магістра міжнародного публічного та порівняльного права Університету Джорджа Вашингтона. 
З 1989 року працював стажером прокурора в прокуратурі Болінтін Вале, а потім у прокуратурі першого сектору в Бухаресті (1989-1991). У цей період він також був президентом Молодіжної комісії Румунської асоціації гуманітарного права (1990-1991). На початку 1990-х він був прийнятий на роботу в Міністерство закордонних справ Румунії. Моток кілька років працював на різних посадах у міністерстві: третій секретар, випускник кафедри прав людини та кафедри міжнародного права та договорів (1991-1994), другий секретар та заступник директора Департаменту з прав людини (1994-1996), перший секретар та директор Департаменту Європейського Союзу (1996-1997) і генеральний директор, керівник Департаменту з європейських та євроатлантичних справ, до обов'язків якого входить моніторинг відносин Румунії з ЄС, НАТО, ОБСЄ та іншими регіональними організацій (1997-1999). Був членом Постійного секретаріату Міжміністерського комітету з європейської інтеграції (1996-1998) та Міжнародної комісії з виявлення гуманітарних фактів (1996-2000).
Потім був призначений Надзвичайним і Повноважним Послом Румунії в Королівстві Нідерландів і Постійним представником при Організації із заборони хімічної зброї (ОЗХЗ) (1999-2001), працюючи деякий час віце-президентом Виконавчої ради ОЗХЗ (2000). Потім Моток повернувся до штаб-квартири Міністерства закордонних справ на посаді державного секретаря з питань європейської інтеграції та багатосторонніх справ (2001-2003). На посаді держсекретаря він також обіймав інші посади: президента Управління національної безпеки (2001, 2002), національного координатора Пакту стабільності для Південно-Східної Європи (2001-2003), президента Міжміністерської комісії з питань вступу Румунії до НАТО (2001-2003) і голова румунської делегації на переговорах про членство в НАТО (2003)
З 2003 року Постійні представники Румунії при Організації Об'єднаних Націй, у цій якості він був представником Румунії в Раді Безпеки ООН (2004-2005). 
У 2008 році призначений Постійним представником Румунії при Європейському Союзі.
З 18 листопада 2014 по 24 листопада 2014 року міністр закордонних справ Румунії. 
У квітні 2015 року був призначений послом Румунії у Великій Британії. 